# 拉姆勒蘇格
36°47′10″N 8°32′08″E / 36.78611°N 8.53556°E
拉姆勒蘇格（阿拉伯语：‎），是阿爾及利亞的城鎮，位於該國東北部塔里夫省，由卡拉區負責管轄，面積62平方公里，海拔高度157米，2008年人口3,715，人口密度每平方公里60人。